# Round Rock (Arizona)
Round Rock – jednostka osadnicza w Stanach Zjednoczonych, w stanie Arizona, w hrabstwie Apache.